# Sandhults församling
Sandhults församling var en församling i Redvägs och Ås kontrakt i Skara stift. Församlingen ligger i Borås kommun i Västra Götalands län. Församlingen uppgick 2018 i Sandhult-Bredareds församling.

## Administrativ historik
Församlingen har medeltida ursprung. 1842 införlivades Hedareds församling. 
Församlingen var till 1948 annexförsamling i pastoratet Bredared, Sandhult, Vänga och Tämta som till senats 1800-talet även omfattade Hedareds församling. Från 1948 till 1962 moderförsamling i pastoratet Sandhult, Bredared, Tämta och Vänga. Från 1962 moderförsamling i pastoratet Sandhult och Bredared. Församlingen uppgick 2018 i Sandhult-Bredareds församling.
Församlingskod var 149016.

## Kyrkor
- Sandhults kyrka
- Hedareds stavkyrka